# Studierektorns sista strid
Studierektorns sista strid är en svensk TV-serie från 1985 i regi av Pelle Berglund. Björn Gustafson spelade huvudrollen, för tredje och sista gången, som den brottslige studierektorn. De tidigare serierna heter Dubbelstötarna (1980) och Dubbelsvindlarna (1981). Studierektorns sista strid är bland annat inspelad på Stagneliusskolan i Kalmar.

## Handling
Den förr så hederliga och plikttrogna studierektorn Jan Bertilsson har fastnat i ett träsk av skumma affärer. Den här gången handlar det om en oljeaffär i Kalmar, men han har inte kalkylerat med utvecklingen. Ett äventyrligt äldre par är på utlandsresa och har problem med en miljon stulna kronor. Och en tidigare polischef förbereder ett tillslag i Barcelona.

## Rollista (urval)
- Björn Gustafson - Jan Bertilsson
- Helena Brodin - Fru Bertilsson
- Lena Ræder - Malin Bertilsson
- Leif Liljeroth - Rektorn
- Bibi Nordin - Biologiläraren
- Eva Engström - Kristendomsläraren
- Tomas Norström - Teckningsläraren
- Totte Wallin - Gymnastikläraren
- Palle Granditsky - Latinlärare
- Evert Jansson - Kent Sahlin
- Catharina Alinder - Sjuksköterskan
- Lauritz Falk - Lennart Bergfalk
- Birgitta Valberg - Agnes Wahl
- Harald Hamrell - Kandidaten
- Niels Dybeck - Polischef
- Åke Lagergren - Kamrer
- Kåre Mölder - Johansson

## DVD-utgåva
Studierektorns sista strid gavs ut på DVD den 15 juni 2011. Den finns även i en box med sina föregångare.